# Robackia claviger
Robackia claviger är en tvåvingeart som först beskrevs av Henry Keith Townes, Jr. 1945.  Robackia claviger ingår i släktet Robackia och familjen fjädermyggor. Inga underarter finns listade i Catalogue of Life.